# Llacuna (filologia)
|  | Per a altres significats, vegeu «Llacuna (desambiguació)». |

Una llacuna és un espai en un manuscrit, inscripció, text, pintura o obra musical. També és un terme tècnic utilitzat en el camp de la crítica textual que indica una pèrdua de text a causa del fracàs de la transmissió.

## En manuscrits

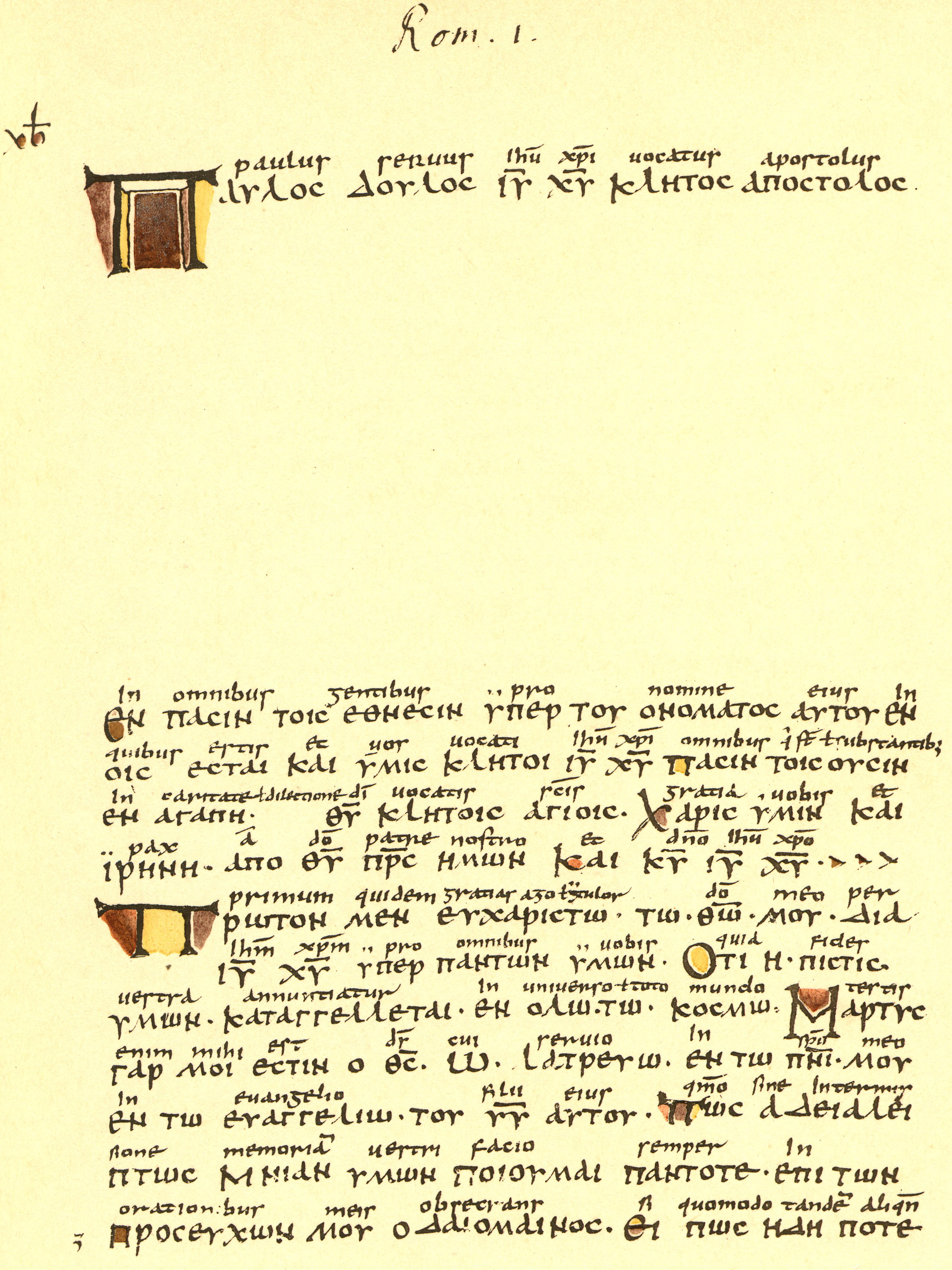
Primera pàgina del Codex Boernerianus amb llacuna a Romans 1:1-4

El desgast, la decadència o altres danys als manuscrits antics o inscripcions freqüentment són els responsables de les llacunes. S'han perdut paraules, oracions, o fins passatges sencers es troben il·legibles. Al moment de fer una còpia nova d'un manuscrit danyat, molts copistes han deixat espais en blanc per al text que cal, a vegades espais entre les oracions, o pàgines senceres. Els rotllos en papir i els palimpsests són particularment vulnerables al deteriorament. També hi ha un repertori de danys menors causats pel foc, humitat (fongs) i ratolins.
No obstant això, cal destacar que una llacuna per pèrdua física poques vegades passa, sobretot perquè el copista comença a escriure una còpia del llibre sencer quan aquest està totalment complet.
Per reconstruir el text original, s'ha de considerar el context. En la papirologia i la crítica textual això pot portar a reconstruccions i interpretacions. Els textos publicats que contenen llacunes sovint marquen la secció on el text es va perdre amb uns punts suspensius entre claudàtors. Per exemple, "Aquesta oració conté 20 paraules, i […] noms", o, "Finalment, l'exèrcit va arribar a […] i van acampar".

## Exemples famosos
- Un exemple famós en anglès antic és el d'una llacuna en el manuscrit conegut com a «Còdex Nowell», que inclou el poema Beowulf:

hyrde ich thæt [... ...On]elan cwen. (F.1, línia 62)
Aquesta llacuna particular està representada en les edicions de text, però moltes persones han l'han tractat d'omplir, entre d'altres els famosos editors Wyatt-Chambers i Dobbie, que van acceptar el verb "Waes" (was). Malone (1929) va proposar el nom Yrse per a la Reina sense nom, com si al·literés amb Onela. Tanmateix, això segueix sent objecte d'acalorats debats entre els editors.
- Una altra llacuna notable és la Gran Llacuna de vuit fulles de llarg en el Còdex Regii, la font més important de mitologia nòrdica i les llegendes heroiques antigues alemanyes. Per sort, parts d'ell van sobreviure com a manuscrits independents i en forma de prosa en la Völsunga saga.

- En el Còdex Leicester el text salta de Fets 10:45 a 14:17 sense pausa; possiblement un escriba el va reescriure d'un manuscrit en mal estat.